# Walter Godefroot
Walter Godefroot (Gant, 2 de juliol de 1943) és un exciclista belga que fou professional entre 1965 i 1979. Especialista en carreres d'un dia va guanyar tres de les cinc clàssiques qualificades com a monuments del ciclisme: la Lieja-Bastogne-Lieja el 1967, la París-Roubaix el 1969, i el Tour de Flandes el 1968 i 1978. Considerava Mallorca com «el paradís dels ciclistes».
A les grans voltes va obtenir deu victòries d'etapa al Tour de França, on també guanyà una vegada la classificació per punts, dues etapes a la Volta a Espanya i una al Giro d'Itàlia.
Abans, com a ciclista amateur, el 1964 havia participat als Jocs Olímpics de Tòquio, on va guanyar la medalla de bronze en la prova de ciclisme en ruta.
Durant la seva carrera professional va tenir uns quants incidents amb el dopatge i va ser desqualificat fins a tres vegades per aquest motiu.
Després de la seva carrera de ciclista, no es va desvincular del món del ciclisme i va esdevenir director esportiu dels equips T-Mobile (1991-2005) i l'Astana (2006-2007). Va crear una botiga de bicicletes, que va deixar als seus dos fills.

## Palmarès
- 1964
  -  Medalla de bronze als Jocs Olímpics de Tòquio
  - Vencedor de 3 etapes de la Volta a Tunísia
- 1965
  -  Campió de Bèlgica en ruta
- 1966
  - 1r a l'A través de Bèlgica
  - Vencedor d'una etapa de la Volta a Bèlgica
  - Vencedor de 5 etapes de la Volta a Catalunya[5][6]
  - 1r als Sis dies de Madrid (amb Emile Severeyns)
- 1967
  - 1r de la Lieja-Bastogne-Lieja
  - 1r a la Nokere Koerse
  - Vencedor d'una etapa al Tour de França
  - Vencedor d'una etapa de la Volta a Suïssa
  - Vencedor d'una etapa del Tour de Romandia
- 1968
  - 1r del Tour de Flandes
  - 1r de la Gant-Wevelgem
  - 1r a l'A través de Bèlgica
  - Vencedor de 2 etapes al Tour de França
  - Vencedor de 2 etapes de la París-Niça
  - Vencedor de 2 etapes de la Volta a Andalusia
  - Vencedor d'una etapa de la Volta a Suïssa
- 1969
  - 1r de la París-Roubaix
  - 1r de la Bordeus-París
  - 1r al Grote Scheldeprijs
  - 1r al Gran Premi del cantó d'Argòvia
  - Vencedor d'una etapa de la Volta a Suïssa
  - Vencedor d'una etapa de la Dauphiné Libéré
- 1970
  - 1r del Campionat de Zúric
  - 1r del Giro a Calàbria
  - 1r al Circuit de l'Aulne
  - 1r al Gran Premi d'Aix-en-Provence
  - Vencedor d'una etapa al Tour de França i  1r de la classificació per punts
  - Vencedor d'una etapa al Giro d'Itàlia
  - Vencedor d'una etapa de la Volta a Bèlgica
- 1971
  - Vencedor d'una etapa al Tour de França
  - Vencedor de dues etapes a la Volta a Espanya[7]
  - Vencedor d'una etapa de la Setmana Catalana
- 1972
  -  Campió de Bèlgica en ruta
  - Vencedor d'una etapa al Tour de França
- 1973
  - Vencedor de 2 etapes al Tour de França
  - Vencedor d'una etapa de la Volta a Bèlgica
  - Vencedor d'una etapa de la París-Niça
  - Vencedor d'una etapa de la Volta a Andalusia
- 1974
  - 1r a Gran Premi de Francfort
  - 1r del Campionat de Zúric
  - 1r als Quatre dies de Dunkerque i vencedor d'una etapa
- 1975
  - Vencedor d'una etapa al Tour de França
- 1976
  - 1r de la Bordeus-París
- 1977
  - Vencedor d'una etapa dels Quatre dies de Dunkerque
- 1978
  - 1r del Tour de Flandes
- 1979
  - 1r al Circuit des frontières

### Resultats al Tour de França
- 1967. 60è de la classificació general. Vencedor d'una etapa
- 1968. 20è de la classificació general. Vencedor de 2 etapes
- 1970. 29è de la classificació general. Vencedor de 2 etapes. 1r de la classificació per punts
- 1971. Abandona (a etapa). Vencedor d'una etapa
- 1972. 44è de la classificació general. Vencedor d'una etapa
- 1973. 65è de la classificació general. Vencedor de 2 etapes
- 1975. 51è de la classificació general. Vencedor d'una etapa

### Resultats al Giro d'Itàlia
- 1970. 55è de la classificació general. Vencedor d'una etapa

### Resultats a la Volta a Espanya
- 1971. 30è de la classificació general. Vencedor de 2 etapes